# Arturo Zanoni
Pour les articles homonymes, voir Zanoni (homonymie).
Arturo Zanoni Baniotto (1897 - 1967) est un syndicaliste hispano-italien et commandant républicain durant la guerre civile espagnole.

## Biographie
Arturo Zanoni nait le 3 avril 1895 à Vérone. Il est ingénieur ferroviaire lorsque commence la Première Guerre mondiale, au cours de laquelle il combat. A la fin de celle-ci, il rejoint le parti communiste et devient chef des cheminots de sa ville natale. Néanmoins, il est contraint de quitter son pays en juillet 1923, après la prise de pouvoir de Mussolini. Il s'exile en Argentine où il rejoint des organisations syndicales. Il est arrêté et expulsé au début des années 1930, et émigre alors en Espagne, où il habite Madrid. Il intègre le PSOE et l'Union générale des travailleurs (UGT). 
En 1936, au début de la guerre civile espagnole, il rejoint les forces républicaines puis l'Armée populaire de la République espagnole. En mars 1937, il est nommé commandant de la 49e brigade mixte puis de la 90e brigade mixte (es). Il combat lors de la bataille de Guadalajara à la tête de celle-ci, avant d'être nommé commandant de la XIIe Brigade internationale en novembre 1937. Il la dirige sur les fronts de l'Estrémadure et d'Aragon, avant d'être limogé en mars 1938 pour son commandement médiocre. 
À la fin de la guerre, il s'exile en France, où il est interné dans les camps du Vernet puis de Noé. Sous le régime de Vichy, il est déporté au camp de concentration de Dachau. Libéré à la fin de la guerre, il retourne en France, puis dans son pays natal. Il rejoint le PSDI, tout en gardant des liens avec le PSOE en exil. Il meurt à Rome le 19 mars 1967.

## Source
- (es) Cet article est partiellement ou en totalité issu de l’article de Wikipédia en espagnol intitulé « Arturo Zanoni » (voir la liste des auteurs).